# Mónica Lozano Serrano
Mónica Lozano Serrano, es una productora mexicana, que es parte de la Academia de Artes y Ciencias Cinematográficas, de la que fue su presidenta de 2019 a 2021. También fue presidenta de la Asociación Mexicana de Productores Independientes, A.C. Su primera película como productora asociada fue Amores perros (Alejandro González Iñárritu, 2000), la cual recibió diversos premios Ariel. A partir de entonces ha producido o coproducido más de 50 películas y series, como No se aceptan devoluciones (Eugenio Derbez, 2013), considerada la cinta mexicana más taquillera de la historia.

## Trayectoria
De 1989 a 1994 laboró en la Secretaría de Desarrollo Social y Cultural del Gobierno de Ciudad de México . Fue parte de la casa productora Altavista Films y estableció Alebrije, Cine y Video (Alebrije Producciones), casa productora con la que ha realizado sus más recientes filmes en español e inglés. Presidió la Asociación Mexicana de Productores Independientes, A.C. y la Academia de Artes y Ciencias Cinematográficas entre 2019 y 2021, periodo en el que realizó diversas alianzas, como la ocurrida con el Festival de Cine Iberoamericano de Huelva. Igualmente, ha trabajado desde hace veinte años para visibilizar la importancia del tiempo de exhibición del cine nacional, participando a la cabeza de la Asociación Mexicana de Productores Independientes y en los foros No somos Hollywood. Un aporte durante su gestión al frente de la Academia de Artes y Ciencias Cinematográficas ocurrió con la firma de un convenio con el Colegio Nacional de Educación Profesional Técnica (Conalep) para impartir las carreras técnicas de vestuario, utilería y decoración, construcción y montaje, montaje de iluminación y tramoya para cine y audiovisual.
Ha sido parte de las mujeres que han creado una plataforma para dar a conocer a otras creadoras, ya sea en el ámbito de la dirección o del guionismo, impulsando su trabajo fuera de cámaras. Del mismo modo, ha coproducido filmes nacionales e internacionales de directores como Carlos Saura o Hector Oliveria, con lo cual ha colaborado para estrechar la brecha de género en la industria cinematográfica de habla hispana. Resalta por haber conseguido que en 2017 ocurriera la premier en Netflix, de la cinta mexicana El elegido (Antonio Chavarrías, 2016).

## Filmografía
- El evangelio de las maravillas (Arturo Ripstein, 1998)
- Todo el poder (Fernando Sariñana, 1999)
- Sexo, pudor y lágrimas (Antonio Serrano, 1999)
- Amores perros (Alejandro González Iñárritu, 2000)
- Buñuel y la mesa del Rey Salomón (Carlos Saura, 2001)
- En la mente del asesino: Aro Tolbukhin (Agustín Villaronga, 2003)
- Nicotina (Hugo Rodríguez, 2003)
- Zurdo (Carlos Sálces, 2003)
- Voces Inocentes, (Luis Mandoki, 2004)
- Dos Abrazos (Enrique Begné, 2006)
- El Violín (Francisco Vargas, 2006)
- El Viaje de la Nonna (Batán Silva, 2007)
- Malos hábitos (Simón Bross, 2007)
- Arráncame la vida (Roberto Sneider, 2008)
- Paradas continuas (Gustavo Loza, 2009)
- El Baile de San Juan (Francisco Athié, 2010)
- The Chosen One (Rob Schneider, 2010)
- El mural (Hector Oliveria, 2010)
- También la lluvia, de Icíar Bollaín, 2010)
- Colosio: El Asesinato (Carlos Bolado, 2012)
- Las oscuras primaveras (Ernesto Contreras, 2013)
- Miradas múltiples (Emilio Maillé, 2013)
- No se aceptan devoluciones (Eugenio Derbez, 2013)
- La Primera Sonrisa (Guadalupe Sánchez, 2014)
- El Jeremías (Anwar Safa, 2015)
- La calle de la amargura (Arturo Ripstein, 2015)
- El elegido (Antonio Chavarrías, 2016)
- La 4a compañía (Amir Galván Cervera y Mitzi Vanessa Arreola, 2016)
- Plaza de la soledad (Maya Goded, 2016)
- ¿Qué culpa tiene el niño? (Gustavo Loza, 2016)
- El autor (Manuel Martín Cuenca, 2017)
- Sueño en otro idioma (Ernesto Contreras, 2017)
- Loco fin de semana (Kristoff Raczyñski, 2018)
- El Diablo entre las Piernas (Arturo Ripstein, 2019)
- Los pecados de Bárbara (Emilio Maillé, 2019)
- Mamá se fue de viaje (Fernando Sariñana, 2019)